# Tillandsia mauryana
Tillandsia mauryana är en gräsväxtart som beskrevs av Lyman Bradford Smith. Tillandsia mauryana ingår i släktet Tillandsia och familjen Bromeliaceae. Inga underarter finns listade i Catalogue of Life.